# リガーレヴィア葛飾
リガーレヴィア葛飾（リガーレヴィアかつしか、英語: Ligarevia Katsushika）は、東京都葛飾区をホームタウンとするフットサルクラブ。日本フットサルリーグディビジョン2（2部）所属。ホームアリーナは葛飾区水元総合スポーツセンター体育館。法人名は株式会社リガーレ東京。

## 歴史
長らくデルソーレ中野として活動し、2013年の関東フットサルリーグ1部昇格を機にリガーレ東京に改称した。関東リーグ1部時代は葛飾区や江戸川区などで活動しており、2020年6月23日にはフットサル日本代表経験のある森岡薫が加入したが、新型コロナウイルス感染症の世界的流行の影響で関東フットサルリーグの開幕が延期されたため、7月24日に退団した。
2022年3月9日、Fリーグ実行委員会によって日本フットサルリーグ（Fリーグ）への参入が承認され、2022-23シーズンはF2リーグ（2部）でプレーすることとなった。なお、同時にマルバ水戸FCもFリーグに参入している。Fリーグ参入を機にリガーレヴィア葛飾に改称し、東京都葛飾区をホームタウンに定めた。名称はラテン語で「繋ぐ」を意味する「Ligare」、「道」を意味する「Via」を組み合わせた造語である。同年3月には森岡薫が再び加入した。

## 2022-23シーズン所属選手
- 1 GK  藤川優佑
- 2 GK  酒井蒼太
- 4 FP  碓井孝一郎
- 5 FP  田嶋健一
- 7 FP  木村崚介
- 8 FP  菊地耕平
- 9 FP  森岡薫
- 10 FP  尻屋貴紀
- 11 FP  高橋政之

- 12 GK  石崎尚
- 14 FP  米谷悟
- 15 FP  木村芳之
- 16 FP  島田竜輔
- 17 FP  菊池慧
- 25 FP  熊谷貫太郎
- 28 FP  江本賢也
- 29 FP  加世田叶大
- 99 FP  鈴木大雅

## 歴代大会結果
| シーズン | チーム名           | リーグ    | リーグ | 全日本選手権 | 地域CL |
| -------- | ------------------ | --------- | ------ | ------------ | ------ |
| 2008-09  | デルソーレ中野     | 東京都1部 | 4位    |              |        |
| 2009-10  | デルソーレ中野     | 東京都1部 | 1位    |              |        |
| 2010-11  | デルソーレ中野     | 東京都1部 |        |              |        |
| 2011-12  | デルソーレ中野     | 関東2部   | 2位    |              |        |
| 2012-13  | デルソーレ中野     | 関東2部   | 1位    |              |        |
| 2013-14  | リガーレ東京       | 関東1部   | 6位    |              |        |
| 2014-15  | リガーレ東京       | 関東1部   | 6位    |              |        |
| 2015-16  | リガーレ東京       | 関東1部   | 優勝   | 関東大会3位  | 準優勝 |
| 2016-17  | リガーレ東京       | 関東1部   | 優勝   |              | 3位    |
| 2017-18  | リガーレ東京       | 関東1部   | 4位    | 関東大会優勝 |        |
| 2018-19  | リガーレ東京       | 関東1部   | 優勝   |              |        |
| 2019-20  | リガーレ東京       | 関東1部   | 5位    |              |        |
| 2020-21  | リガーレ東京       | 関東1部   | 5位    |              |        |
| 2021-22  | リガーレ東京       | 関東1部   | 2位    |              |        |
| 2022-23  | リガーレヴィア葛飾 | F2        | 6位    | 1回戦敗退    |        |
| 2023-24  | リガーレヴィア葛飾 | F2        | 4位    | 1回戦敗退    |        |
| 2024-25  |                    | F2        |        |              |        |

## 歴代所属選手
- 西野宏太郎
- 松浦英
- 竹井宏真
- 森岡薫
- 芝野創太

## 歴代監督
- 北智之